# Jean-Daniel Benoît
Pour les articles homonymes, voir Benoît.
Jean-Daniel Benoît, né le 23 septembre 1886 à Valleraugue et mort le 13 mai 1975 à la clinique du Diaconat à Strasbourg, est un pasteur et professeur de théologie français spécialiste de liturgie et de Calvin.

## Biographie
Il est l'avant-dernier des six enfants de Sully Emile Benoît (1857-1892), pasteur de l'ERF à Valleraugue, qui meurt quand Jean-Daniel a 6 ans.
Il fait des études de lettres à Montpellier (1905-1907), puis de théologie à Montauban (1907-1910) et à Halle (1910-11). Il présente une thèse de doctorat d’État en théologie à Paris en 1940, intitulée Direction spirituelle et protestantisme.
Il est pasteur à Édimbourg (1911-1912), puis à Valleraugue (1912-1914 et 1919-1921) et enfin au Temple Saint-Jean de Mulhouse (1922-1936). Pendant toute la Première Guerre mondiale, il est infirmier. 
Un poste de professeur lui est offert en 1936 à la Faculté de théologie protestante de Strasbourg. Il y enseigne alors la théologie pratique jusqu'en 1957, tout en étant pasteur à temps partiel à l'Église Saint-Paul de Strasbourg,.
Il est particulièrement actif dans 2 domaines :
- Il préside la Commission de liturgie de l’Église Réformée de France, et publie une Initiation à la liturgie en 1956. La Commission publie une nouvelle liturgie en 1963[1].
- Il étudie l'oeuvre de Calvin et publie divers écrits à ce sujet, notamment les Sermons inédits de Calvin sur le livre de Michée en 1958[3],[4]. Il réédite l'Institution de Calvin entre 1957 et 1963, édition qui est selon Olivier Millet « un monument de savoir et de critique [qui] reste un ouvrage de référence, et qui a accompagné l'ouverture de la critique aux enjeux philosophiques de l'oeuvre théologique »[5].

## Vie privée et descendance
Il se marie en 1917 avec Henriette Louise Bois (1892-1984), fille du théologien Henri Bois et descendante du minéralogiste et chimiste Charles Friedel. Le couple a 6 enfants, dont André Benoît, professeur et doyen de la Faculté de théologie protestante de Strasbourg, et Henri Benoît, chimiste et membre correspondant de l'Académie des sciences française.

## Distinctions
- Docteur honoris causa de l'Université de Genève et de l'université d'Édimbourg
- Chevalier de la Légion d'honneur